# Arna Sif Pálsdóttir

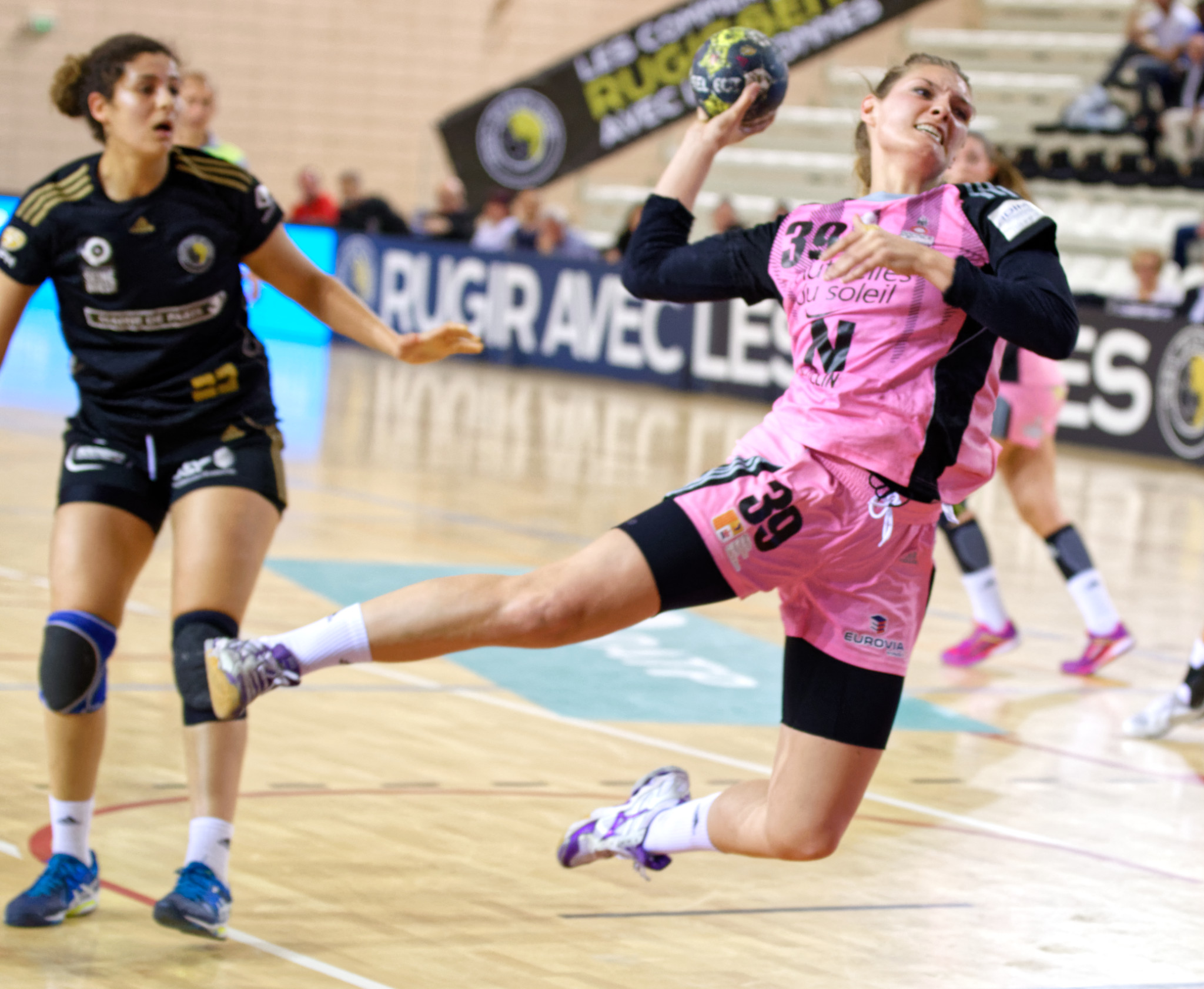
Rencontre de championnat entre Issy Paris Hand et OGC Nice.A Issy Les Moulineaux, le 2 février 2017.

Arna Sif Pálsdóttir, née le 5 janvier 1988 à Heimaey, est une handballeuse internationale islandaise évoluant au poste de pivot.

## Club
- HK Kópavogur: 2007-2009
- Horsens HK : 2009-2010 [2]
- Team Esbjerg : 2010-2011 [3]
- Aalborg DH : 2011-2013[4]
- SK Århus : 2013-2015 [5]
- OGC Nice Côte d'Azur : 2015-2017[6]
- Debreceni VSC : depuis 2017

## Palmarès

### Club
compétitions nationales 
- finaliste de la coupe de la Ligue en 2016 (avec l'OGC Nice)

### Sélection nationale
championnats du monde
- 12e place au championnat du monde 2011,  Brésil

championnats d'Europe 
- 15e place au championnat d'Europe 2012,  Serbie
- 15e place au championnat d'Europe 2010,  Norvège et  Danemark

autres
- 13e place au championnat du monde junior 2008,  Macédoine